# Агум II
Агум II (д/н — бл. 1571 до н. е.) — цар Вавилону близько 1595—1571 до н. е. Засновник III Вавилонської (Каситської) династії. За короткою хронологією час правління Агума II припадає на 1531—1507 роки до н. е. Мав прізвисько Какріме, що деякі дослідники перекладають як «Меч милості».

## Життєпис
Був правителем Ханейського царства. Можливо, був союзником хеттського царя Мурсілі I під час нападу на Вавилон близько 1595 року до н. е. Обставини приходу до влади Агума II залишаються невідомими. Також є дискусійним рік сходження на вавилонський трон. За різними думками він став царем того ж року, коли хетти захопити Вавилон, поваливши царя Самсу-дітану або дещо пізніше — 1592 року до н. е. Ймовірно, Агум виступив проти царя Гулькішара з I династії Країни Моря (також претендував на Вавилон), якого змусив відступити на південь, а сам став панувати у Вавилоні. Після цього прийняв титул царя каситів, аккадців, гутіїв Вавилону, Тулліашу. Втім Ханейське царство Агум II ймовірно втратив: за різними версіями його захоплено Мітанні або передано в правління іншому каситському родичу.
Згідно з текстом K.4149 +, так званої царського «Напису Агум-Какріме», чия автентичність викликає сумнів у деяких дослідників, цар Агум повернув статую бога Мардука до Вавилону через 24 роки після того, як вона була вивезена звідти хеттами, тобто 1571 року до н. е. Рік провезення Мардука до Вавилону став останнім роком володарювання цього царя. Новим правителем став його син Бурна-Буріаш I.